# Treffurt (Adelsgeschlecht)

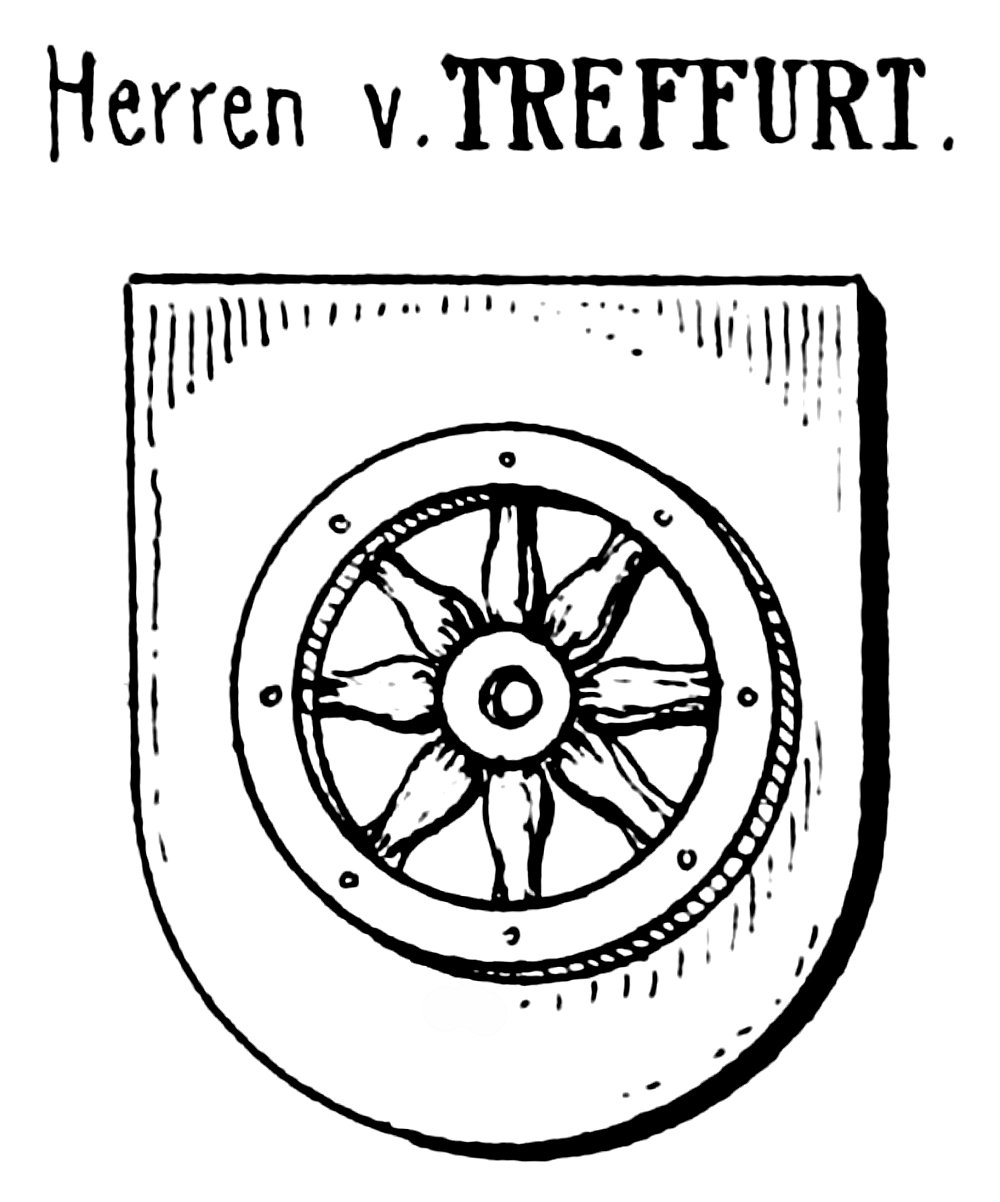
Wappen derer von Treffurt

Die  Herren von Treffurt (auch: Trifurte, Drivordia, Drevurt) waren ein altritterliches, thüringisches Adelsgeschlecht. Ihre Besitzungen lagen im Westen von Thüringen um Treffurt und im angrenzenden Nordosten von Hessen um Spangenberg.

## Herkunft und Bedeutung des Namens
Treffurt  ist ein Siedlungs-  bzw. Ortsname einer Stadt im Westen von Thüringen. In der Stadt Treffurt nördlich von Eisenach führten einst drei Furten über die Werra. Der Name „Treffurt“ ist somit eine Abwandlung von „Trifurt(e)“.

## Geschichte

### Die Herrschaft Treffurt

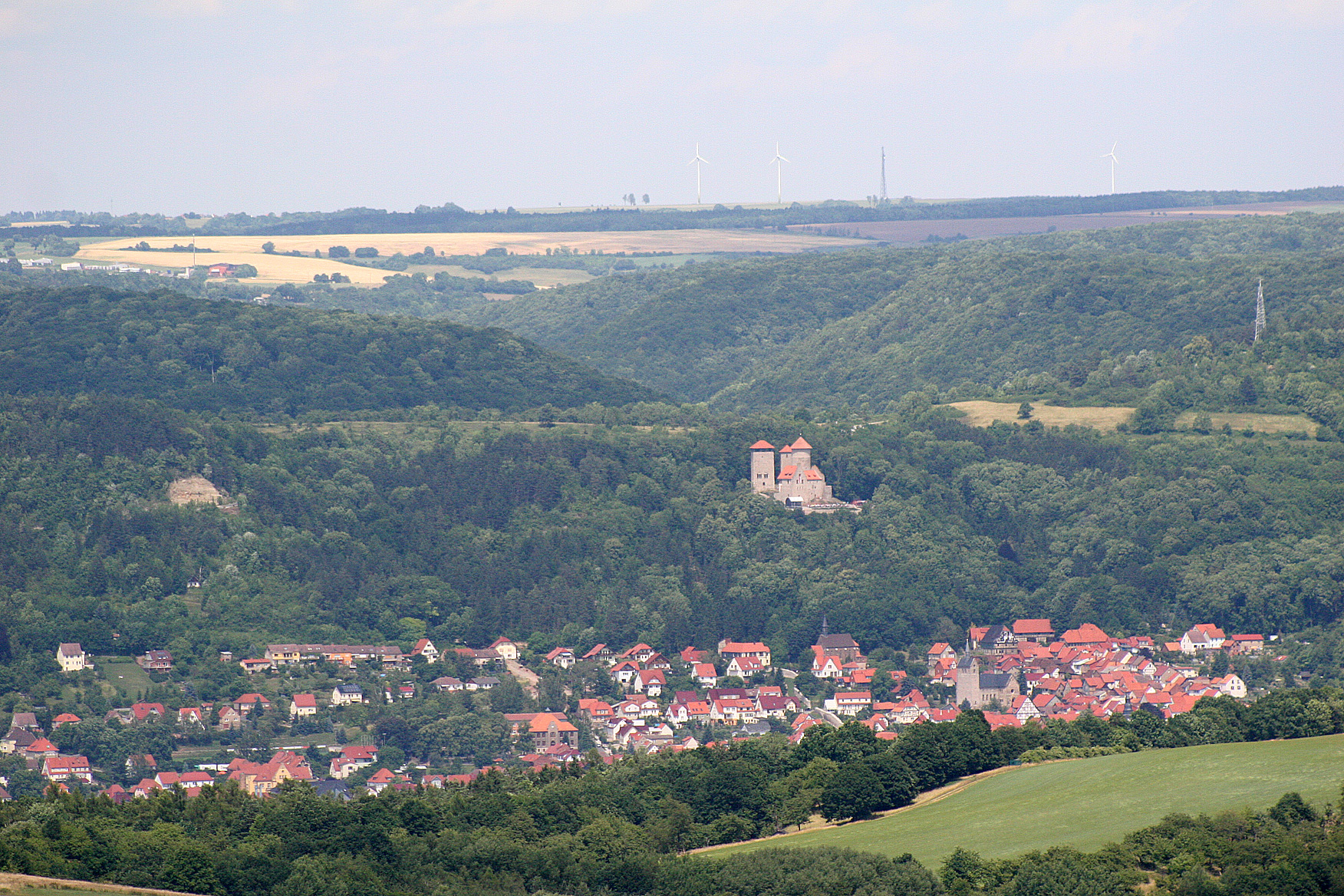
Treffurt

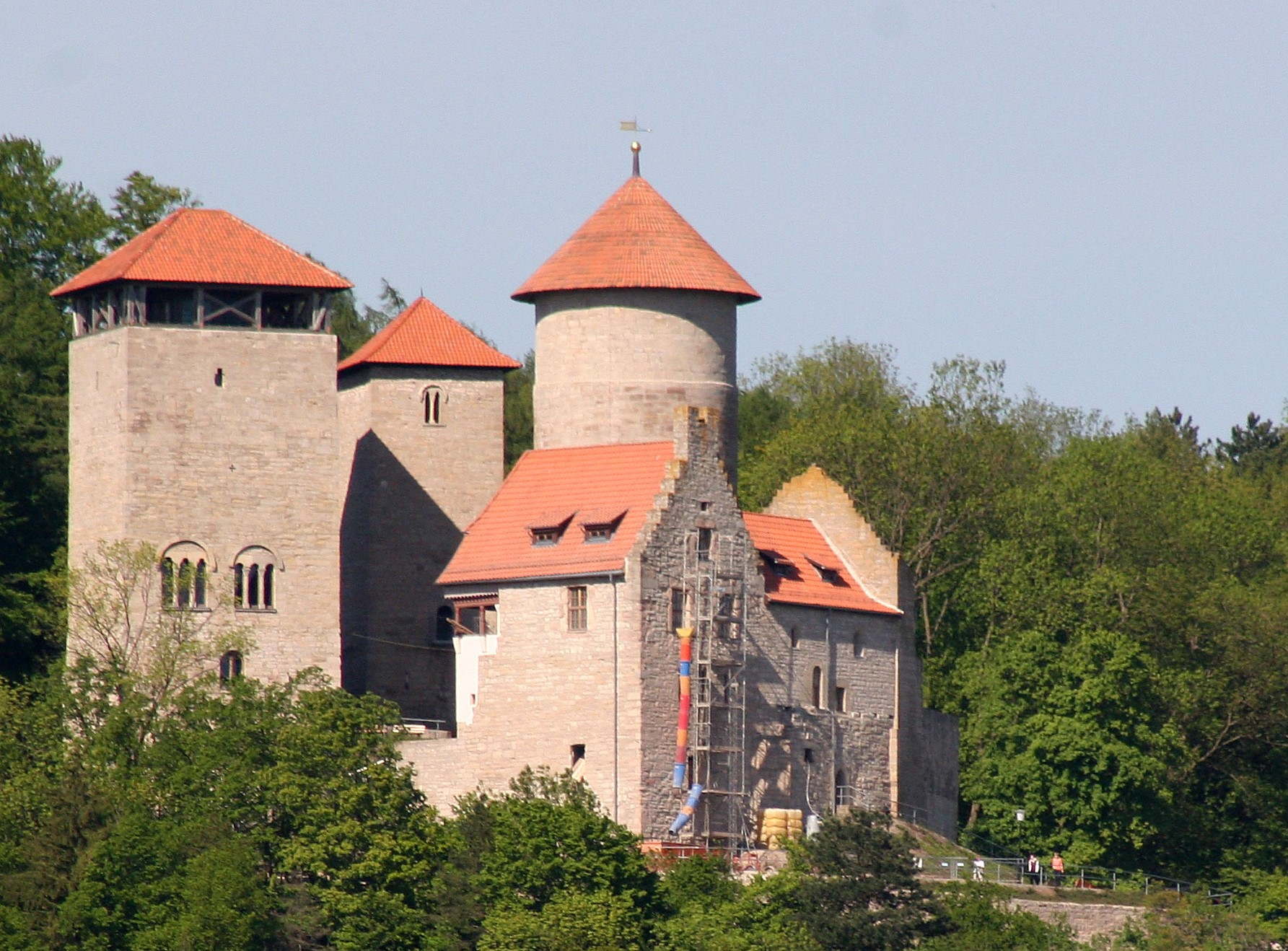
Burg Treffurt (heute Burg Normannstein genannt)

Die Herren von Treffurt (Trifurte, Drivordia, Drevurt) traten zuerst 1104 mit Bilgerim (Pilgrim) in einer erzbischöflichen Mainzer Urkunde in Erscheinung. Spätestens 1192 sind sie Ministeriale der ludowingischen Landgrafen von Thüringen. Um 1200 erweiterten sie den landgräflichen Wartturm in Treffurt zur Burg Treffurt. Die Treffurter Ritter waren dort als Schutzvögte eingesetzt.
Nach dem Tod des letzten ludowingischen Landgrafen von Thüringen und Königs Heinrich Raspe IV. (gest.1247) tobte in Westthüringen, beginnend mit dem Thüringer Erbfolgekrieg ein über mehrere Jahrzehnte ausgetragener Konflikt um die Vorherrschaft zwischen den Wettinern als den neuen Landgrafen von Thüringen, den Landgrafen von Hessen und dem Mainzer Erzbistum sowie weiteren Konfliktparteien. Friedrich II. von Treffurt leistete dem wettinischen Markgrafen Heinrich von Meißen kräftigen Widerstand, als dieser die Landgrafschaft Thüringen in Besitz nehmen wollte. Dadurch wurde er nicht in den Vertrag von Weißenfels aufgenommen, durch den sich die Thüringer Grafen unterwarfen, sondern musste Urfehde schwören. Er suchte Anlehnung an den römisch-deutschen König Wilhelm, der ihn 1254 zum Schultheißen der Reichsstadt Mühlhausen einsetzte.
Die Herren von Treffurt wurden danach entschiedene Parteigänger der thüringischen Landgrafen aus dem Haus Wettin. Als der römisch-deutsche König Adolf 1294 nach Thüringen zog, musste er die Burg Treffurt (heute: Burg Normannstein) belagern. Die Herren von Treffurt hatten es im 13. Jahrhundert geschafft, sich aus der Lehnsoberhoheit zu befreien und ein selbständiges Territorium in eigenem Besitz im Werratal zu schaffen.
Um die Wende zum 14. Jahrhundert wurden die Herren von Treffurt zu Raubrittern. Sie überfielen die Burg ihrer Vettern in Spangenberg und setzten sich in Besitz derselben, die Spangenberger aber, es waren drei Brüder, vergalten ihnen gleiches mit gleichem und nahmen ebenfalls durch Überrumpelung Treffurt ein. Diese blutige Familienfehde mit den Spangenberger Vettern zog sich über mehrere Jahrzehnte hin. Weiterhin plünderten die Ritter zu Treffurt immer wieder Dörfer in den angrenzenden Landgrafschaften Thüringen und Hessen wie auch in dem zum Kurfürstentum Mainz gehörigen Eichsfeld. Daraufhin kam es zu einer Belagerung von Stadt und Burg Treffurt durch den Landgrafen von Hessen, den Landgrafen von Thüringen sowie den Mainzer Erzbischof. 1333 mussten die Ritter ihre Burg verlassen, kehrten aber bald wieder zurück, was zur erneuten Belagerung führte, die 1336 mit der endgültigen Vertreibung der Herren von Treffurt endete.

### Aufteilung der Herrschaft Treffurt
Nach der Niederlage der Treffurter Ritter wurde ihr bis dahin selbständiges Herrschaftsgebiet 1336 unter den drei Siegermächten aufgeteilt. Bei diesem Teilungsvorgang entstand die Ganerbschaft Treffurt mit den Orten Falken, Großburschla, der unteren Hälfte von Schnellmannshausen, Wendehausen, Kleintöpfer, der Stadt Treffurt und der Stammburg Normannstein. Diese kam wie die zu ihr gehörige Vogtei Dorla mit den Orten Oberdorla, Niederdorla und Langula unter gemeinschaftliche Verwaltung der Landgrafen von Hessen und Thüringen sowie dem Mainzer Erzbischof (Ganerbschaft).
Einige Randgebiete fielen aber als Entschädigung für die Kriegskosten an die jeweils angrenzenden Herrschaften.
So kam das obere Schnellmannshäuser Tal mit Volteroda, Schrapfendorf und Hattengehau sowie den halben (oberen) Teil von Schnellmannshausen an das wettinische Amt Creuzburg der Landgrafschaft Thüringen. Nach mehreren Erbteilungen der Wettiner kamen diese Orte zum ernestinischen Herzogtum Sachsen-Eisenach bzw. Sachsen-Weimar-Eisenach.
Die Treffurter Herren waren 1104 als Schutzvögte der Propstei Zella und von Bischofroda eingesetzt worden.  Nach der Niederlage der Treffurter Ritter verblieb die Propstei Zella bei Kurmainz und wurde weiterhin vom Erfurter Peterskloster aus verwaltet, die nun von den drei Treffurter Ganerben übernommene Schutzmacht blieb bestehen. Die zugehörigen Besitzungen in Bischofroda, Hötzelsroda und andernorts wurden hingegen als Lehen an Adelsfamilien verkauft oder verpfändet. Die Orte Bischofroda und Hötzelsroda wurden in das wettinische Amt Creuzburg der Landgrafschaft Thüringen eingegliedert und kamen somit später an das  Herzogtum Sachsen-Eisenach bzw. Sachsen-Weimar-Eisenach. Diese sonderbaren Rechtsverhältnisse gingen auch auf eine teilweise Verpfändung an die Creuzburger zurück und waren oft Grund für Rechtsstreitigkeiten und Interessenkonflikte.
Der hessische Landgraf Otto I. suchte nach 1336 die neuen, von seinem Territorium  isolierten Besitzungen der Ganerbschaft Treffurt durch eine Landbrücke an sein Herrschaftsgebiet zu binden. Zu diesem Zweck erwarb er 1365 von den Herren zu Völkershausen deren Gericht mit den Dörfern Altenburschla, Döringsdorf, Heldra, Helderbach (später Wüstung), Rambach und Weißenborn (späteres Amt Wanfried). Altenburschla und Völkershausen waren bis 1276 im Besitz der Herren zu Treffurt.

### Die Herrschaft Spangenberg

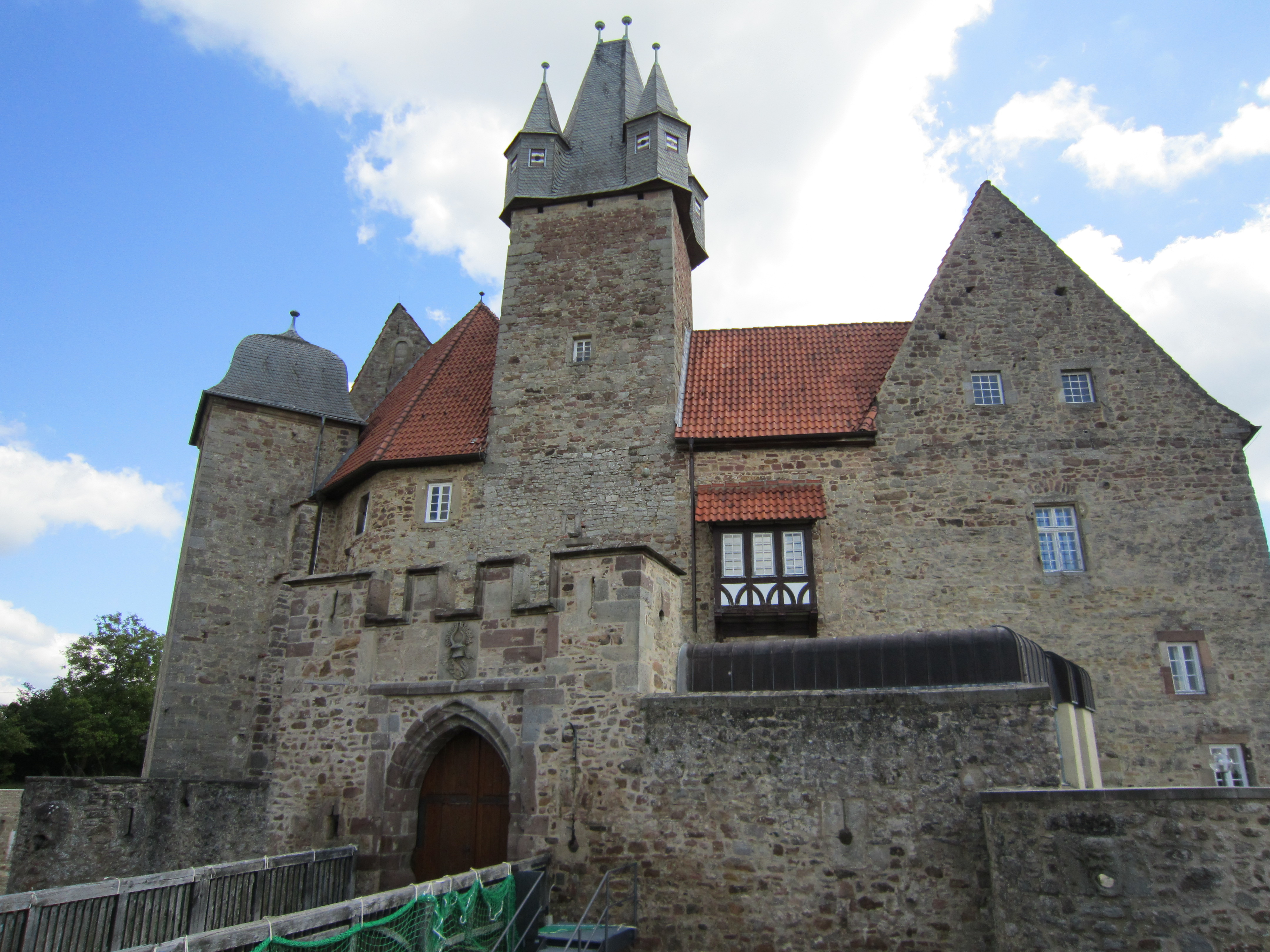
Schloss Spangenberg

Der erste urkundlich erwähnte Besitzer von Burg und Stadt Spangenberg war Ritter Hermann I. von Treffurt (1235), der Sohn Friedrichs II. von Treffurt. Er wurde zu Beginn des 13. Jahrhunderts von Graf Ludwig I. von Ziegenhain mit der Herrschaft Spangenberg belehnt. Seit dieser Zeit nannten sich Mitglieder eines Zweigs der Herren von Treffurt auch „Herren von Spangenberg“. 1309 verliehen die Ritter Hermann und Friedrich dem Ort Spangenberg das Stadtrecht nach dem Lippstädter Recht.
Ihre Vettern, die Brüder Hermann und Friedrich von Treffurt zu Treffurt, sorgten als Raubritter im Jahr 1327 für Unruhe in ihrem thüringischen Umland. In der Folgezeit war ein deutlicher Verfall des Geschlechts derer „von Treffurt zu Treffurt“ zu verzeichnen. Sie führten zeitweise ein zügelloses Leben, verfeindeten sich durch gewaltsames Treiben mit ihren Nachbarn, und bekämpften auch ihre Spangenberger Vettern.
Im Jahre 1350 verkauften Hermann IX. und sein Bruder Friedrich die Burg, Herrschaft und Stadt Spangenberg mit dem 1235 von ihren Vorfahren gestifteten Kloster Haydau in Altmorschen wegen Geldmangels und ihrer Fehde mit den Treffurter Vettern an den hessischen Landgrafen Heinrich II. für insgesamt 8000 Mark Silber. Seit dieser Zeit ist Spangenberg hessisch. Durch die Vereinigung der damaligen Gerichte Morschen, Mörshausen, Schemmern und Auf der Landena mit der Herrschaft Spangenberg entstand 1350 das Amt Spangenberg in der Landgrafschaft Hessen.

## Zugehörige Gebiete
- die Herrschaft Treffurt mit Treffurt (spätere Ganerbschaft Treffurt)
- die hohe Gerichtsbarkeit in der Vogtei Dorla und über die Vogtei über die Stiftskirche in Oberdorla
- die Herrschaft Spangenberg mit Spangenberg und dem Kloster Haydau (späteres hessisches Amt Spangenberg)
- das obere Schnellmannshäuser Tal (ab 1336 Teil des wettinischen Amts Creuzburg (Herzogtum Sachsen-Eisenach))
- die Schutzvogtei über die Propstei Zella mit Bischofroda  und Hötzelsroda (Propstei Zella kommt später zu Kurmainz; die beiden Orte zum wettinischen Amt Creuzburg (Herzogtum Sachsen-Eisenach))
- Altenburschla und Völkershausen (nach 1276 an die Herren zu Völkershausen, 1365 an die Landgrafschaft Hessen)
- Struth 1273 an das Kloster Zella verkauft

## Persönlichkeiten aus dem Geschlecht der Herren von Treffurt
- Reginhard I. von Treffurt (um 1150)

Söhne von Reginhard I. von Treffurt:
- Reginhard II.
- Friedrich I.

Sohn von Reginhard II. von Treffurt:
- Friedrich II. von Treffurt (1190–1243?); 1246 wurde Friedrich II. von Treffurt von Papst Innozenz IV., als Edelherr und Ratgeber König Heinrich Raspes bezeichnet.

Söhne von Friedrich II. von Treffurt:
- Friedrich III. von Treffurt (bis 1273)
- Friedrich IV. von Treffurt
- Hermann I. von Spangenberg; Hermann I. nannte sich 1235 „von Treffurt“, nachdem er in Besitz der Herrschaft Spangenberg kam, jedoch 1238 „von Spangenberg“.

Weitere Vertreter aus dem Hause Treffurt:
- Hermann II. von Treffurt (1306 erwähnt)
- Hermann IX. von Treffurt (zu Spangenberg) (1350 erwähnt)
- Friedrich von Treffurt (zu Spangenberg), Landkomtur Thüringen des Deutschen Ordens (1342, 1357 und 1358 als solcher beurkundet)

## Wappen
Der Schild zeigt ein Rad. Helmzier und Tingierung sind nicht bekannt.